# Saint-Michel-l'Écluse-et-Léparon
Pour les articles homonymes, voir Saint-Michel.
Saint-Michel-l'Écluse-et-Léparon (nom officiel), abrégé localement en Saint-Michel-Léparon, est une ancienne commune française située dans le département de la Dordogne, en région Nouvelle-Aquitaine. Depuis 1973, elle est associée à la commune de La Roche-Chalais.

## Géographie
En limite occidentale de la forêt de la Double, dans l'ouest du département de la Dordogne, Saint-Michel-l'Écluse-et-Léparon forme la partie orientale de la commune de La Roche-Chalais.

## Toponymie

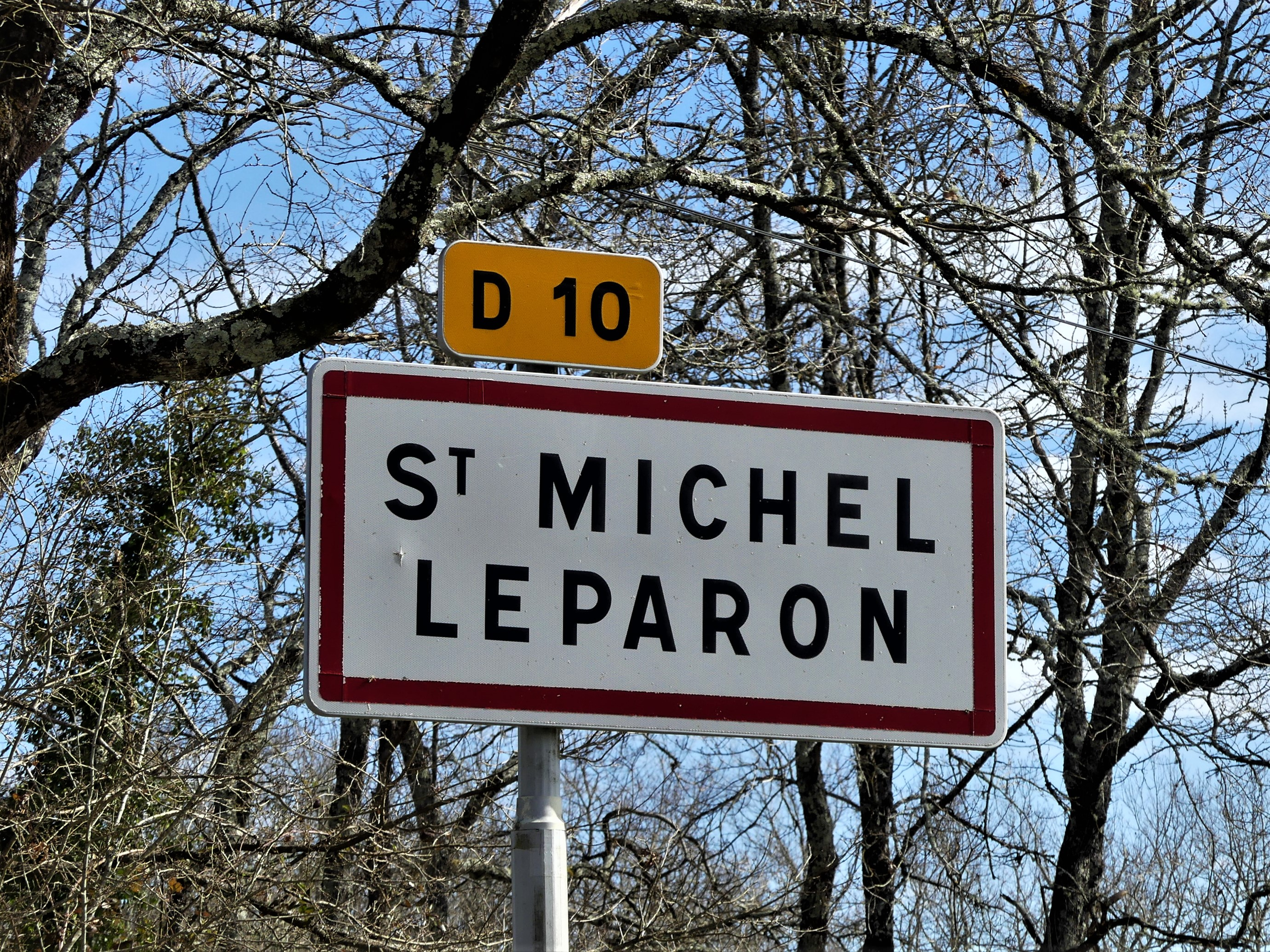
Panneau d'entrée dans le bourg de Saint-Michel-l'Écluse.

Le nom officiel de la commune est Saint-Michel-l'Écluse-et-Léparon, même si localement le nom est abrégé en Saint-Michel-Léparon, comme le prouvent les inscriptions figurant sur les panneaux routiers du bourg de Saint-Michel-l'Écluse et sur le monument aux morts.

## Histoire
En 1825, la commune de Léparon fusionne avec celle de Saint-Michel-l'Écluse qui prend alors le nom de Saint-Michel-l'Écluse-et-Léparon.
Le 1er janvier 1973, elle entre en fusion-association avec celles de Saint-Michel-de-Rivière et de La Roche-Chalais, cette dernière prenant alors le nom de La Roche-de-Saint-Michel, qu'elle ne garde que peu de temps, redevenant La Roche-Chalais dès le 7 juin 1974.

## Politique et administration

### Rattachements administratifs et électoraux
Dès 1790, la commune de Saint-Michel-l'Écluse est rattachée au canton de Laroche Chalais qui dépend du district de Ribérac jusqu'en 1795, date de suppression des districts. Lorsque ce canton est supprimé par la loi du 8 pluviôse an IX (28 janvier 1801) portant sur la « réduction du nombre de justices de paix », la commune est rattachée au canton de Saint-Aulaye dépendant de l'arrondissement de Ribérac. Cet arrondissement est supprimé en 1926 et ses communes rattachées à l'arrondissement de Périgueux. En 1825, la commune de Léparon fusionne avec celle de Saint-Michel-l'Écluse qui prend alors le nom de Saint-Michel-l'Écluse-et-Léparon. En 1973, Saint-Michel-l'Écluse-et-Léparon fusionne avec La Roche-Chalais.

### Liste des maires délégués
| Période                                  | Période  | Identité    | Étiquette | Qualité |
| ---------------------------------------- | -------- | ----------- | --------- | ------- |
| Les données manquantes sont à compléter. |          |             |           |         |
|                                          |          |             |           |         |
| 2014 (réélu en mai 2020)                 | En cours | André Viaud |           |         |

## Population et société

### Démographie
Jusqu'en 1825, les communes de Léparon et de Saint-Michel-l'Écluse étaient indépendantes.

#### Avant la fusion des communes de 1827
| 1793 | 1800 | 1806 | 1821 |
| ---- | ---- | ---- | ---- |
| 635  | 632  | 537  | 483  |

| 1793 | 1800 | 1806 | 1821 |
| ---- | ---- | ---- | ---- |
| 377  | 310  | 372  | 441  |

#### Après la fusion des communes de 1827
Au 1er janvier 2022, la commune associée de Saint-Michel-l'Écluse-et-Léparon compte 629 habitants.
| 1831  | 1836  | 1841  | 1846  | 1851  | 1856  | 1861  | 1866  | 1872  |
| ----- | ----- | ----- | ----- | ----- | ----- | ----- | ----- | ----- |
| 1 274 | 1 278 | 1 233 | 1 325 | 1 230 | 1 338 | 1 323 | 1 434 | 1 334 |

| 1876  | 1881  | 1886  | 1891  | 1896  | 1901  | 1906  | 1911  | 1921  |
| ----- | ----- | ----- | ----- | ----- | ----- | ----- | ----- | ----- |
| 1 315 | 1 354 | 1 332 | 1 349 | 1 286 | 1 258 | 1 250 | 1 262 | 1 044 |

| 1926  | 1931 | 1936 | 1946 | 1954 | 1962 | 1968 | - | - |
| ----- | ---- | ---- | ---- | ---- | ---- | ---- | - | - |
| 1 028 | 961  | 899  | 808  | 791  | 722  | 697  | - | - |

### Manifestations culturelles ou sportives
Au printemps, le « circuit Charlemagne » propose divers parcours de randonnées de marche, marche nordique ou VTT, de 8,5 km jusqu'à 30 km, en forêt de la Double (15e édition en avril 2019). Les éditions des deux années précédentes avaient rassemblé chacune plus de 900 participants.

## Équipements et services publics

### Enseignement
Dans les années 1880, compte tenu de la population importante de la commune, les deux écoles primaires de Léparon et de Saint-Michel-l'Écluse sont devenues insuffisantes et une troisième école est ouverte à la Ronze, qui a fonctionné de 1881 à 1988.

## Lieux et monuments
- L'église Saint-Michel de Saint-Michel-l'Écluse, du XIIe siècle, fortement remaniée à plusieurs époques[9]. En l'an 1112, cette église priorale est notée sous la forme S. Michael de la Clusa dans le cartulaire de l'abbaye de La Sauve-Majeure[10].
- L'église Saint-Pierre-et-Saint-Paul de Léparon des XIIe et XIIIe siècles[11]. Elle était identifiée dans le cartulaire de l'abbaye de Baignes sous la forme S. Paulus de Sparro[10].
- Au lieu-dit Saint-Sicaire subsiste un château[12] ; c'était aussi l'emplacement d'une ancienne chapelle mentionnée dans un pouillé du XIIIe siècle comme Ecclesia de S. Sicario, qui fut une paroisse[10].
- Au sud, au lieu-dit le Bost, la chapelle Saint-Martin et son cimetière subsistent[10],[13].
- Le cartulaire de l'abbaye de La Sauve-Majeure mentionnait également en 1112 une chapelle ou église Saint-Pierre (S. Petrus de Fainaia) correspondant au lieu-dit le Fénage[10].

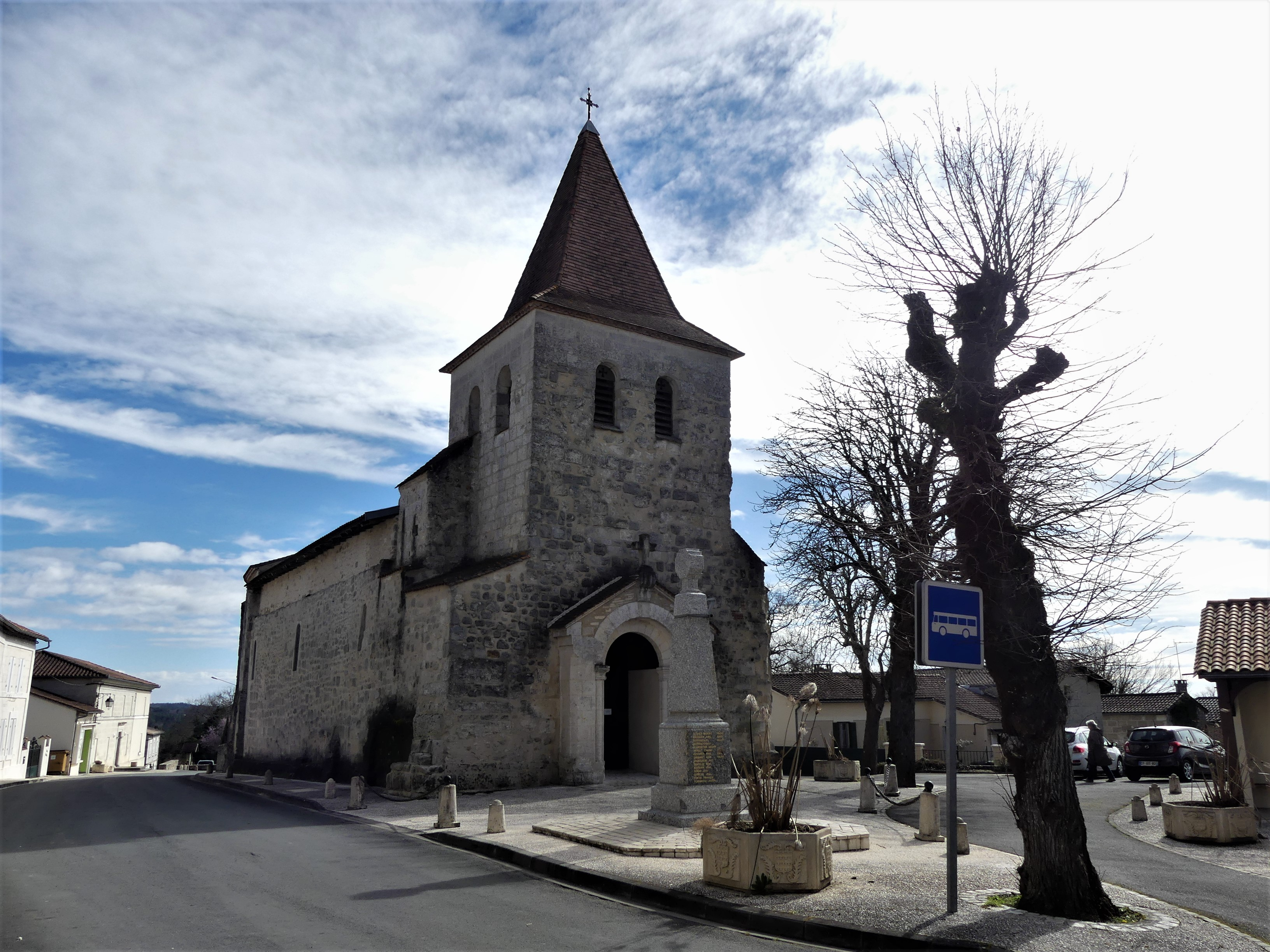
L'église Saint-Michel.
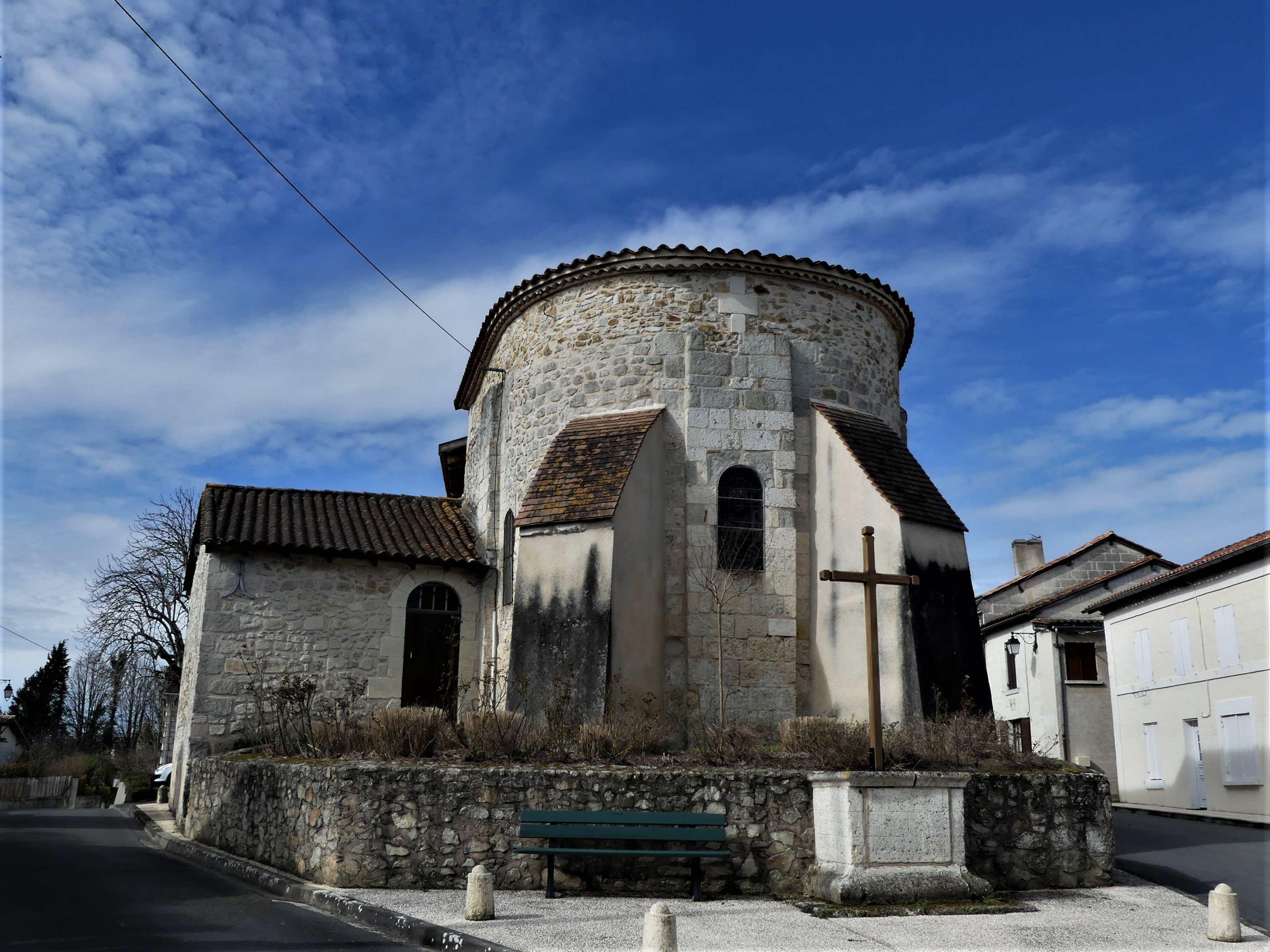
Son chevet.
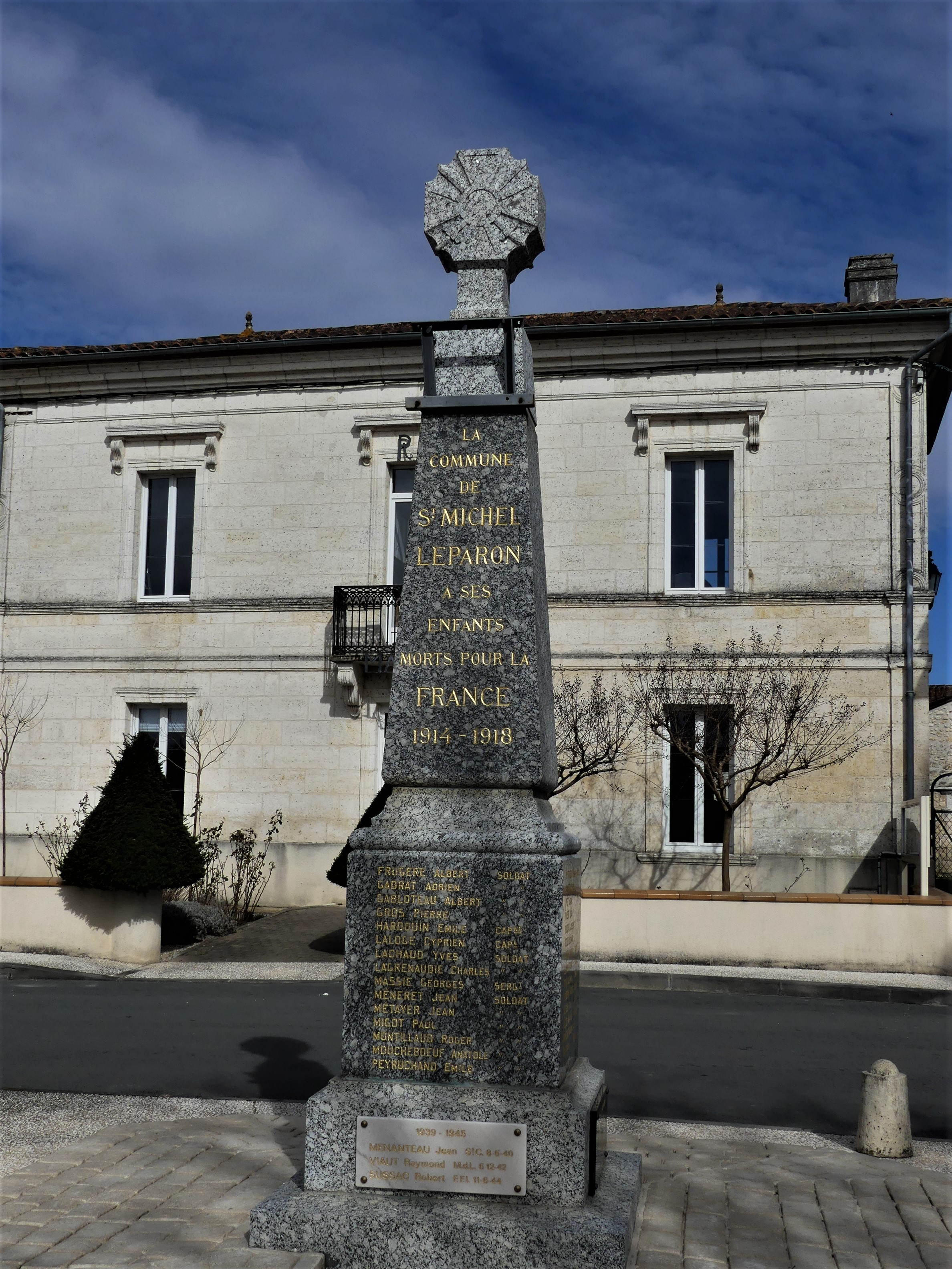
Le monument aux morts.